# Ólafur Haukur Símonarson
Ólafur Haukur Símonarson (* 24. August 1947 in Reykjavík) ist ein isländischer Autor.
Nach seinem Studium der Innenarchitektur und Literaturwissenschaft in Kopenhagen und Straßburg kehrte er 1974 nach Island zurück. Seitdem arbeitet Símonarson hauptberuflich als Schriftsteller und hat zahlreiche Dramen, Musicals, Drehbücher, Romane, Kinder- und Jugendbücher, Kurzgeschichten, Gedichte und Lieder verfasst.

## Bühnenstücke (Auswahl)
- Unter die Haut (Milli skinns og hörunds, 1983/84)
- Das Meer (Hafið, 1992)
- Tumult (Gauragangur, 1993)
- Ausdauer und Tränen (Þrek og tár, 1994/95)

## Romane (Auswahl)
- Wasser auf die Mühle des Teufels (Vatn á myllu kölska, 1978)
- Zeitweise Regen (Rigning með köflum, 1996)